# János Szathmári
János Szathmári (* 25. März 1969 in Nádudvar) ist ein ehemaliger ungarischer Handballtorwart.

## Karriere
Der 1,85 m große und 95 kg schwere Ungar begann mit dem Handballspiel bei Nádudvari SE. Nach einer Station bei Debreceni Dózsa wechselte er 1994 zum KC Veszprém, mit dem er fünf ungarische Meisterschaften und Pokale gewann. International erreichte er das Achtelfinale in der EHF Champions League 1994/95 und 1995/96 sowie das Viertelfinale 1997/98, 1998/99 und 1999/2000. Im Europapokal der Pokalsieger 1996/97 unterlag er im Finale Bidasoa Irún. 2001 unterschrieb er beim Ligakonkurrenten Dunaferr SE, mit dem er das Halbfinale im Europapokal der Pokalsieger 2001/02 und im EHF-Pokal 2002/03 erreichte. Nach zwei Spielzeiten verließ er Dunaferr und ging zu Tatabánya KC. 2005 wechselte er in die spanische Liga ASOBAL zu Pilotes Posada, kehrte jedoch nach einer Saison wieder zurück zu Dunaferr. Nach einem Jahr bei PLER KC Budapest spielte er bis zu seinem Karriereende 2013 bei Balatonfüredi KSE.
Mit der Ungarischen Nationalmannschaft nahm János Szathmári an den Europameisterschaften 1994, 1996, 1998 und 2004 sowie den Weltmeisterschaften 1993, 1995, 1997, 1999 und 2003 teil. Bei den Olympischen Spielen 1992 belegte er den siebten, bei den Olympischen Spielen 2004 den vierten Platz. Mit 302 Länderspielen, in denen er zwei Tore erzielte, hat er die zweitmeisten Einsätze für Ungarn hinter Péter Kovács (323).

## Auszeichnungen
- Ungarn Handballer des Jahres 1998
- Berufung in die Weltauswahl 2005[2]